# Vägvisaren (1987)
Vägvisaren är en norsk-samisk film från 1987 i regi av Nils Gaup och den första samiskspråkiga filmen någonsin.

## Handling
Filmen utspelar sig omkring år 1000. Ett kringströvande rövarband av tjuder attackerar en samisk boplats, där de dödar tre av fyra familjemedlemmar. Den ende överlevande är sonen Aigin, som bevittnar händelsen. Han blir upptäckt av tjuderna men lyckas fly till en närliggande boplats för att varna de andra samerna. Folket packar snabbt för att fly till kusten, men tjuderna har följt efter Aigin. Han stannar kvar för att försöka fördröja dem, men då tjuderna kommer fram tvingar de honom att bli deras vägvisare för att komma ifatt den flyende gruppen samer.

## Rollista (i urval)
- Mikkel Gaup - Aigin
- Ingvald Guttorm - Aigins far
- Sara Marit Gaup - Sahve
- Nils Utsi - Raste
- Nils-Aslak Valkeapää - Siida-Isit
- Svein Scharffenberg -  Tjudernas ledare
- Helgi Skúlason - Tjudern med ärret
- Sven Porsanger - Sierge

## Om filmen
Filmen spelades bland annat in i fjälltrakterna utanför Kautokeino och nominerades bland annat till en Oscar för Bästa utländska film. Filmen fick en amerikansk nyinspelning med titeln Pathfinder.